# Michal Martikán
Michal Martikán (ur. 18 maja 1979 w Liptowskim Mikułaszu) – słowacki kajakarz górski. Wielokrotny medalista olimpijski.
Startuje w slalomie w kanadyjce-jedynce (C-1). W 1996 został mistrzem olimpijskim. Miał wówczas zaledwie siedemnaście lat, a jego krążek był pierwszym złotym medalem wywalczonym dla niepodległej Słowacji. Na kolejnych dwóch olimpiadach zajmował drugie miejsce. W Pekinie zdobył swoje drugie złoto olimpijskie. Wielokrotnie stawał na podium mistrzostw świata (tytuły mistrzowskie w 1997, 2002, 2003 i 2007) oraz Europy.

## Starty olimpijskie (medale)
Atlanta 1996
- C-1 slalom – złoto

Sydney 2000
- C-1 slalom – srebro

Ateny 2004
- C-1 slalom – srebro

Pekin 2008
- C-1 slalom – złoto

Londyn 2012
- C-1 slalom – brąz

## Nagrody
- W 2020 roku otrzymał Krištáľové krídlo[1]